# Schoonmaakazijn
Schoonmaakazijn is een reinigingsmiddel op basis van ongeveer 7 tot 15 % synthetisch geproduceerd azijnzuur. Dat is twee- tot driemaal zoveel als gewone tafelazijn. Het kan ook methanol bevatten.
Het middel is niet voor consumptie geschikt.
Schoonmaakazijn wordt gebruikt om vetten te verwijderen en om kalkaanslag op te lossen. Ook worden nare luchtjes ermee gecamoufleerd en wordt het als ontstoppingsmiddel van sanitair toegepast.
Bij normaal gebruik is het product niet zo agressief dat handschoenen gedragen moeten worden, echter langdurige blootstelling van de huid aan het middel kan klachten geven.